# Val Trementina

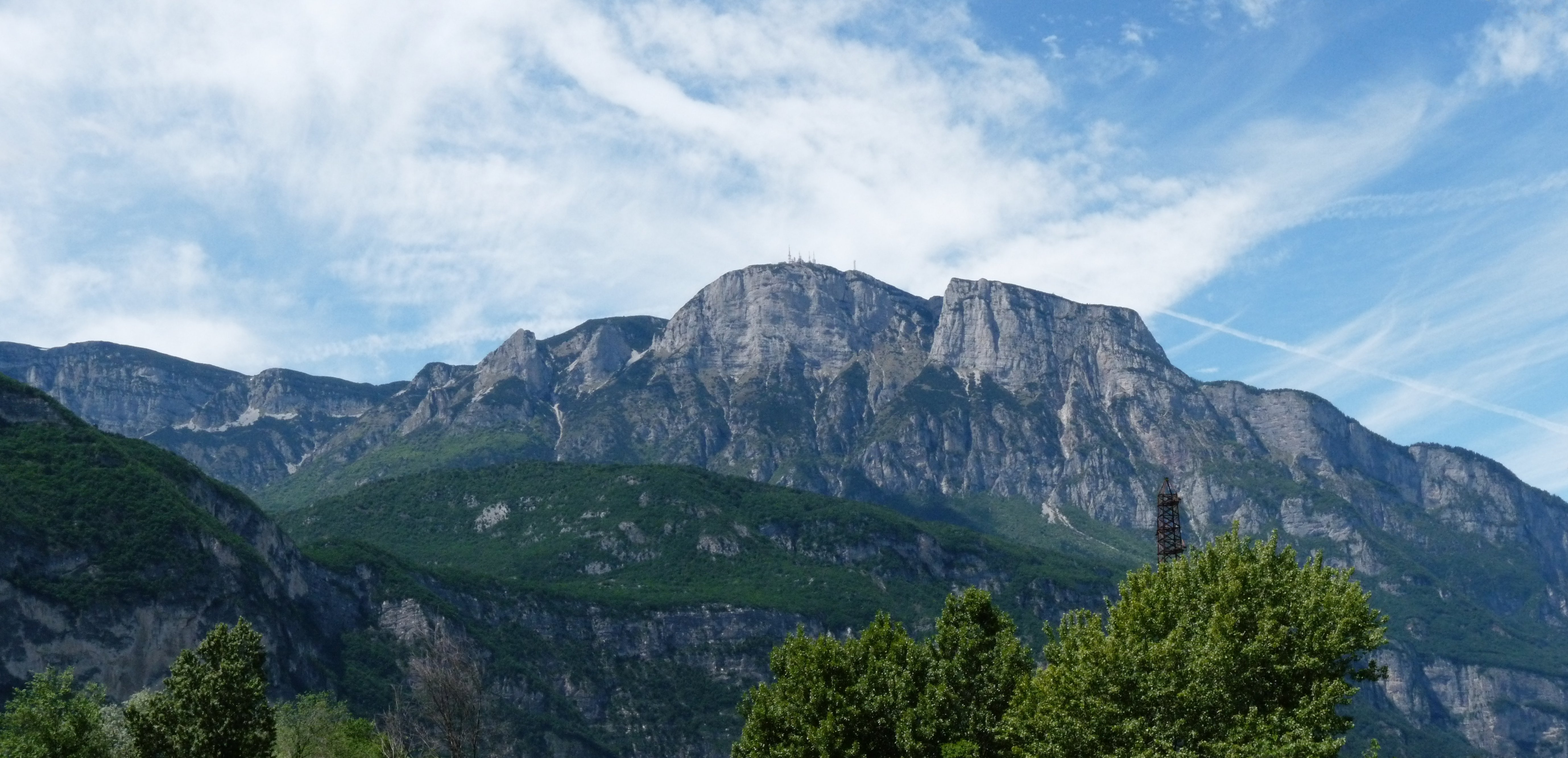
Paganella

La Val Trementina è una piccola valle in provincia di Trento, situata a poca distanza da Fai della Paganella, nel gruppo della Paganella, e raggiungibile sia a piedi che in seggiovia.
Alla testata della valle, a quota 1400 m, è situata una parete verticale alta circa 300 m dalla quale si lanciano i base jumper verso la sottostante Valle dell'Adige; la pratica ha prodotto tragici incidenti.